# 秦紳
秦紳（1539年—？），字子佩，號書菴，錦衣衛校籍，江西建昌縣人，明朝政治人物。

## 生平
嘉靖三十四年（1555年）乙卯科順天府鄉試第一百三十五名舉人。隆慶五年（1571年）中式辛未科會試第三百三十名，三甲第三百零一名進士。吏部觀政，授永宁知县，萬曆五年（1577年）行取，升兵部主事，十年升员外郎，升郎中，十一年升長沙知府，十四年致仕。

## 家族
曾祖秦明，千戶；祖父秦榮；父秦祿，光祿寺監事。母李氏；繼母王氏。